# Лук'янчикова Наталія Борисівна
Наталія Борисівна Лук'янчикова (21 липня 1937, Київ — 31 жовтня 2011, Київ) — українська вчена-фізик, доктор фізико-математичних наук, професор, лауреатка Державної премії України в галузі науки і техніки.

## Життєпис
Після закінчення у 1960 Київського політехнічного інституту і до самої смерті працювала в Інституті фізики напівпровідників імені В. Є. Лашкарьова НАН України. У 1990—1997 — завідувачка лабораторії флуктуаційних явищ у напівпровідниках. У 1997—2009 — завідувачка відділу розробки і флуктуаційного аналізу напівпровідникових матеріалів і структур. У 2009—2011 — головний науковий спеціаліст Інституту фізики напівпровідників НАНУ.
Науковий ступінь доктора фізико-математичних наук отримала у 1977 році, вчене звання професора — у 1991.

## Наукова діяльність
Галузі наукових інтересів: природа 1f-шуму, механізми флуктуацій у фотопровідниках, світлодіодах, інжекційних лазерах, фотодіодах, електрохімічних комірках, лавинно-пролітних діодах, лавинних фотодіодах, біполярних, польових та МОН (метал–оксид–напівпровідник) транзисторах, а також механізми деградації напівпровідникових приладів.

## Нагороди

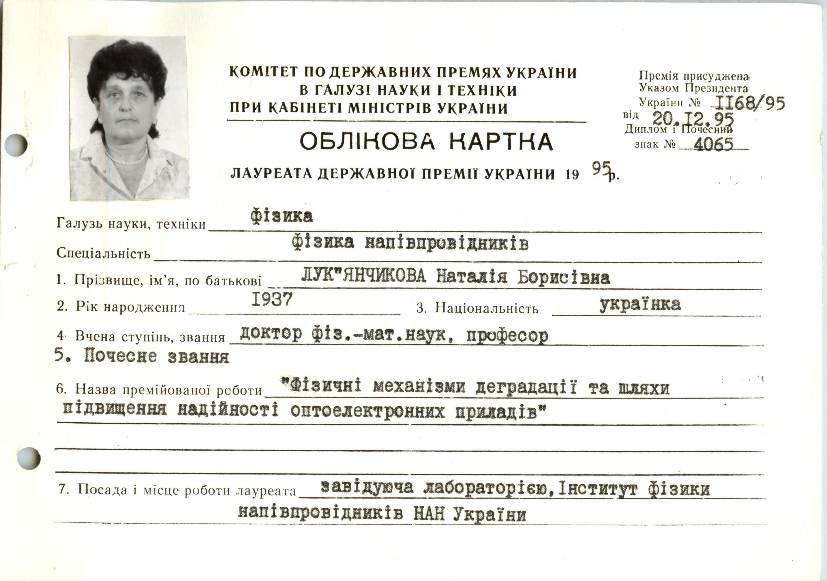
Облікова картка Лауреата Державної премії УРСР Лук'янчикової Наталії Борисівни

- Державна премія УРСР в галузі науки і техніки (1995) — за цикл праць «Фізичні механізми деградації та шляхи підвищення надійності оптоелектронних приладів» (спільно з Шейнкманом Мойсеєм Ківовичем, Торчинською Тетяною Вікторівною, Свєчніковим Георгієм Сергійовичем, Томчуком Петром Михайловичем, Тележкіним Веніаміном Олександровичем, Литвином Олександром Олексійовичем і Омельянчуком Володимиром Прокоповичем)[1].

## Основні праці
- Флуктуационные явлення в полупроводниках и полупроводниковых приборах. Москва, 1990. (рос.)
- Noise Research in Semiconductor Physics. London, 1996. (англ.)
- High gate voltage drain current leveling off and its low-frequency noise in 65 nm fully-depleted strained and non-strained SOI nMOSFETs // Solid-State Electronics. 2008. Vol. 52, № 5 (англ.) (у співавторстві)
- LKE and BGI Lorentzian noise in strained and non-strained tri-gate SOI FinFETs with HfSiON/ SiO2 gate dielectric // Там само. 2011. Vol. 63, № 1 (англ.) (у співавторстві).
- Drain currents and their excess noise in triple gate bulk p-channel FinFETs of different geometry // Microelectronics Reliability. 2013. Vol. 53, № 3 (англ.) (у співавторстві).